# ذي شراق (إب)
ذي شراق هي إحدى قرى الجمهورية اليمنية. تتبع جغرافيا لمحافظة إب وإداريًا لمديرية السياني. يبلغ تعداد سكانها 2960 نسمة حسب الإحصاء الذي أجري عام 2004.